# Raimundspiele Gutenstein

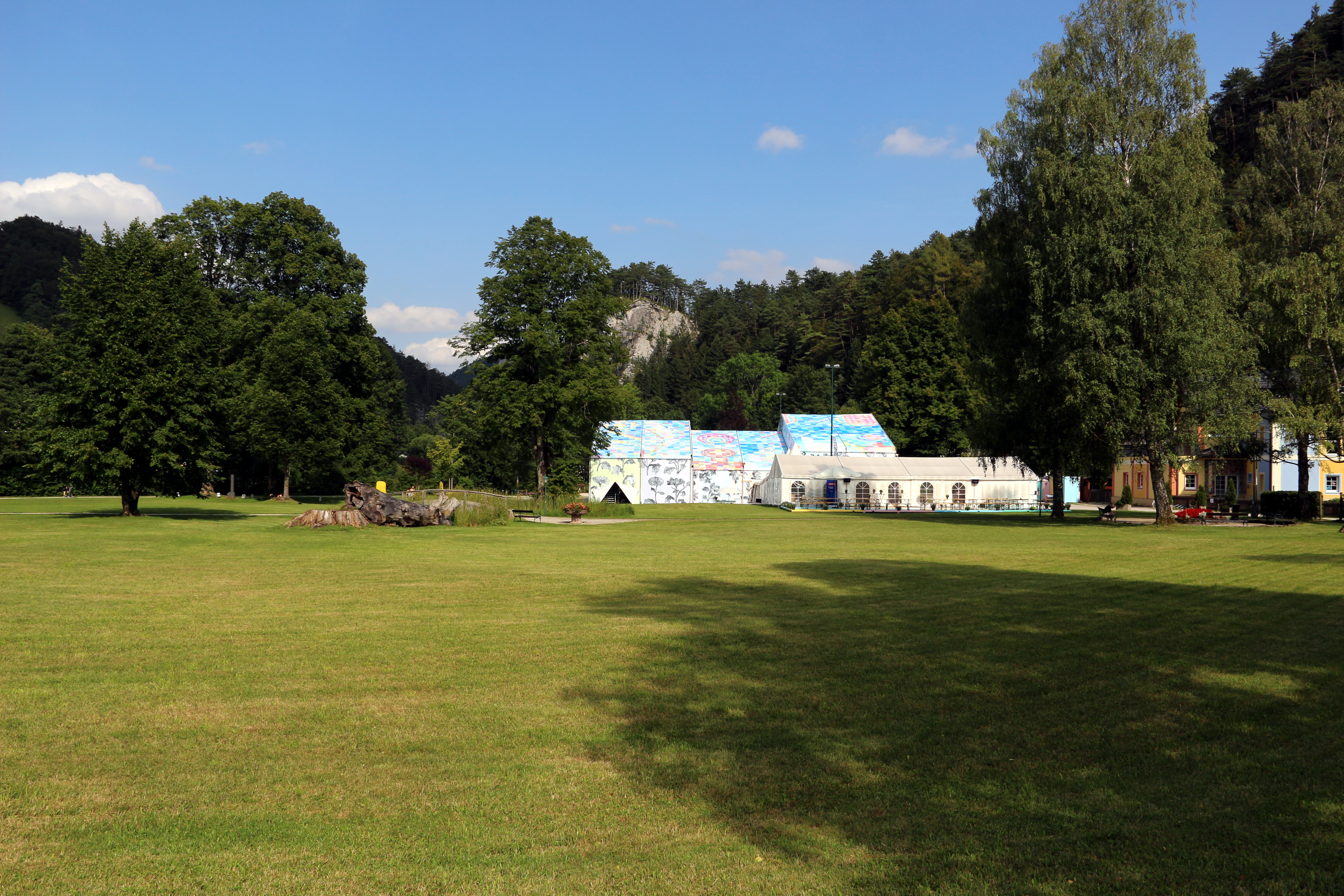
Theaterzelt der Raimundspiele im Bleichgarten in Gutenstein

Die Raimundspiele Gutenstein (2007 bis 2015 vorübergehend Festspiele Gutenstein) sind eine Veranstaltungsreihe in Gutenstein in Niederösterreich, die seit 1993 jährlich während der Sommermonate stattfindet. Bis 2007 wurde jedes Jahr ein Stück von Ferdinand Raimund gespielt. Von 2008 bis 2011 gab es ein Alternativprogramm aus Musicals und verschiedenen Musikveranstaltungen. Seit 2012 werden wieder Stücke von Raimund gespielt.
Der Aufführungsort wurde gewählt, weil Raimund viele Jahre in Gutenstein verbracht hatte und auch hier begraben wurde.

## Geschichte
Gegründet wurden die Raimundspiele Gutenstein 1993 von Peter Janisch und dem damaligen Gutensteiner Bürgermeister Adi Reuscher. Im Eröffnungsjahr wurde ein Abend mit Szenen und Liedern aus Raimunds Werken zur Aufführung gebracht. In den folgenden Jahren wurde jeweils ein Stück von Ferdinand Raimund gespielt. Regie führten Peter Janisch (bei Der Verschwender, Der Alpenkönig und der Menschenfeind, Der Bauer als Millionär und Der Barometermacher auf der Zauberinsel) und Marcus Strahl (bei Der Diamant des Geisterkönigs und Die gefesselte Phantasie). Moisasurs Zauberfluch und Die unheilbringende Zauberkrone kamen in dieser ersten Phase der Raimundspiele nicht zur Aufführung. Sämtliche Aufführungen fanden unter freiem Himmel statt.

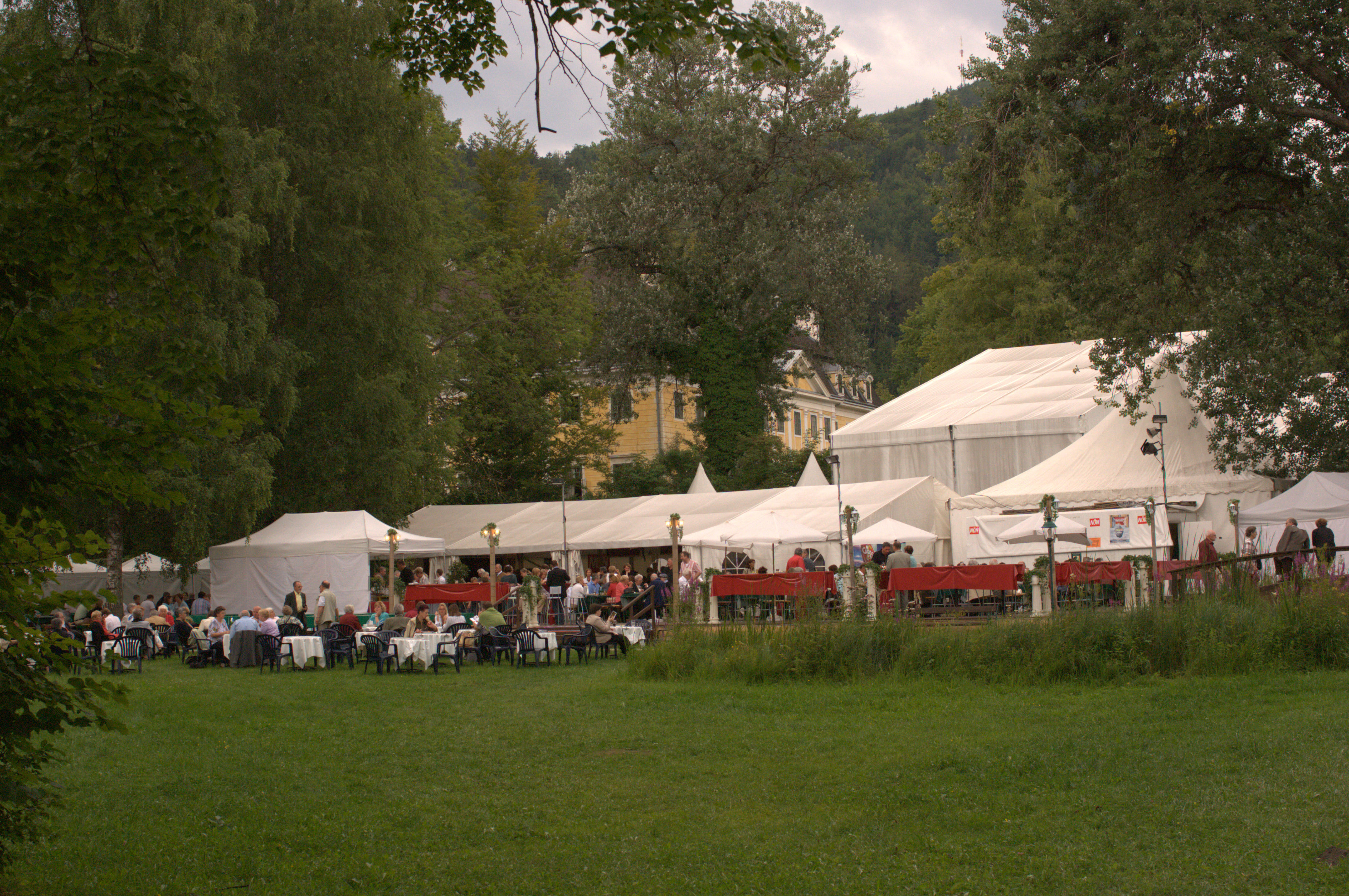
Theaterzelt, im Hintergrund Schloss Hoyos

1999 lief der Vertrag von Peter Janisch als Intendant der Raimundspiele aus. Neuer künstlerischer Leiter wurde Ernst Wolfram Marboe, der die Aufführungen von der freien Wiese in ein neuerrichtetes Theaterzelt übertrug. In Zusammenarbeit mit dem ORF wurden ab 2000 sämtliche Theaterstücke von Ferdinand Raimund unter der Regie von Ernst Wolfram Marboe aufgeführt. Auch die Besetzung der Hauptrollen war in all den Jahren ähnlich. Einige Schauspieler, wie Ernst Grissemann, Christian Futterknecht, Erika Mottl, Rita Nikodim und Gottfried Riedl, waren bei allen oder fast allen Besetzungen dabei. 
Die Aufführungen wurden nun in einem Zelt, das bis zu 1.000 Besucher Platz bot, durchgeführt, damit waren sie wetterunabhängig. Im Jahr 2005 besuchten ca. 12.000 Zuschauer die Spiele und brachten dadurch einen starken Wirtschaftsimpuls für das Piestingtal.
Mit dem Wechsel von den Raimundstücken gab auch Marboe seine Regie ab. Ende der Spielzeit 2007 übernahm Ernst Neuspiel die Leitung der Spiele und erweiterte den Aufführungsrahmen über Raimund hinaus zum Musiktheater. Die Spiele litten jedoch zuletzt unter sinkender Auslastung. Von 2013 bis 2015 wurde unter der Intendanz von Isabella Gregor wieder Ferdinand Raimund gespielt. Mit dem künstlerischen Ergebnis zufrieden, traf das kaufmännische Ergebnis die Erwartungen der Gemeinde nicht.
Mitte 2015 lief der Vertrag mit Isabella Gregor aus. Die Gemeinde übernahm wieder selbst die kaufmännische Leitung in Person des Bürgermeisters Michael Kreuzer und schrieb die Stelle der künstlerischen Leitung erneut aus. Unter neun Bewerbern konnte Kammerschauspielerin Andrea Eckert die Jury überzeugen. Sie übernahm mit Ende 2015 die Intendanz der Raimundspiele.
Die für 2020 geplante Neuinszenierung von Ferdinand Raimunds Der Bauer als Millionär und die Wiederaufnahme von Felix Mitterers Brüderlein fein wurde aufgrund der COVID-19-Pandemie zunächst auf 2021 verschoben. Nach dem Rücktritt von Andrea Eckert als Intendantin Anfang Jänner 2021 wurde Johannes Krisch zum künstlerischen Leiter bestellt. 2021 gab es aufgrund der Pandemie anstatt einer Eigenproduktion ein Literatur- und Musikprogramm. Im Juli 2023 wurde bekannt, dass der aus Gutenstein stammende frühere Landesdirektor des ORF Niederösterreich Norbert Gollinger im Herbst 2023 Johannes Krisch als Intendant nachfolgen soll.
Intendanten
- 1993 bis 1999: Peter Janisch
- 1999 bis 2007: Ernst Wolfram Marboe
- 2007 bis 2013: Ernst Neuspiel
- 2013 bis 2015:  Isabella Gregor
- 2015 bis 2020: Andrea Eckert
- 2021 bis 2023: Johannes Krisch
- seit 2023: Norbert Gollinger

## Aufführungen
Aufgeführt wurden:
- 2000 – Der Verschwender
- 2001 – Der Alpenkönig und der Menschenfeind
- 2002 – Der Barometermacher auf der Zauberinsel
- 2003 – Der Bauer als Millionär
- 2004 – Der Diamant des Geisterkönigs
- 2005 – Moisasurs Zauberfluch
- 2006 – Die gefesselte Phantasie
- 2007 – Die unheilbringende Krone

Sämtliche Aufführungen seit 2000 wurden vom ORF aufgezeichnet und ausgestrahlt sowie auf DVD vertrieben.
Mit dem neuen Spielplan unter Ernst Neuspiel wurden folgende Stücke gespielt:
- 2008 – Musical Tutanchamun
- 2009 – Musical Gustav Klimt
- 2010 – Musikfest
- 2011 – Musical Egon Schiele (Welturaufführung)
- 2012 – wurde auf Raimund zurückgegriffen: Brüderlein fein im Bleichgarten

Von 2013 bis 2015 wurde unter der Intendanz von Isabella Gregor wieder Raimund gespielt.
- 2013 – Der Verschwender
- 2014 – Der Bauer als Millionär
- 2015 – Der Barometermacher auf der Zauberinsel (Regie: Erwin Piplits)[9]

Die Intendantin Andrea Eckert fuhr mit Raimund fort.
- 2016 – Der Diamant des Geisterkönigs
- 2017 – Der Alpenkönig und der Menschenfeind
- 2018 – Der Verschwender
- 2019 – Brüderlein Fein von Felix Mitterer (Uraufführung)[10]

Intendant Johannes Krisch: 
- 2021 – Prolog 21/22 mit Literatur- und Musikevents
- 2022
- 2023 – Es muss geschieden sein von Peter Turrini (Uraufführung)[11][12]

Intendant Norbert Gollinger:
- 2024 – Der Verschwender
- 2025 – Der Bauer als Millionär